# ريتشارد سبنسر (سياسي)
ريتشارد سبنسر (بالإنجليزية: Richard Spencer)‏ هو مُحرِّر ومحامي وسياسي أمريكي، ولد في 29 أكتوبر 1796 في مقاطعة تالبوت في الولايات المتحدة، وتوفي في 3 سبتمبر 1868 في موبيل في الولايات المتحدة. حزبياً، نشط في الحزب الديمقراطي. وقد انتخب عضو مجلس النواب لولاية ماريلند وانتخب عضو مجلس النواب الأمريكي.